# Cerchysiella punctiscutellum
Cerchysiella punctiscutellum är en stekelart som först beskrevs av Subba Rao 1972.  Cerchysiella punctiscutellum ingår i släktet Cerchysiella och familjen sköldlussteklar. Inga underarter finns listade i Catalogue of Life.